# 龙门镇 (雷州市)
龙门镇，是中华人民共和国广东省湛江市雷州市下辖的一个乡镇级行政单位。

## 行政区划
龙门镇下辖以下地区：
新华社区、向阳社区、大新社区、龙门糖厂社区、羊觅村、谢家村、德地村、排楼村、九斗村、那宛村、那双村、那利村、公树村、王家村、竹桥村、后排村、横山村、平湖村、淘汶村、禄马村、足荣村、潭边村、那尾村、田墩村和宝蓄村。

## 中国传统村落
2012年，潮溪村被评为首批“中国传统村落”。